# National Museum of Ireland

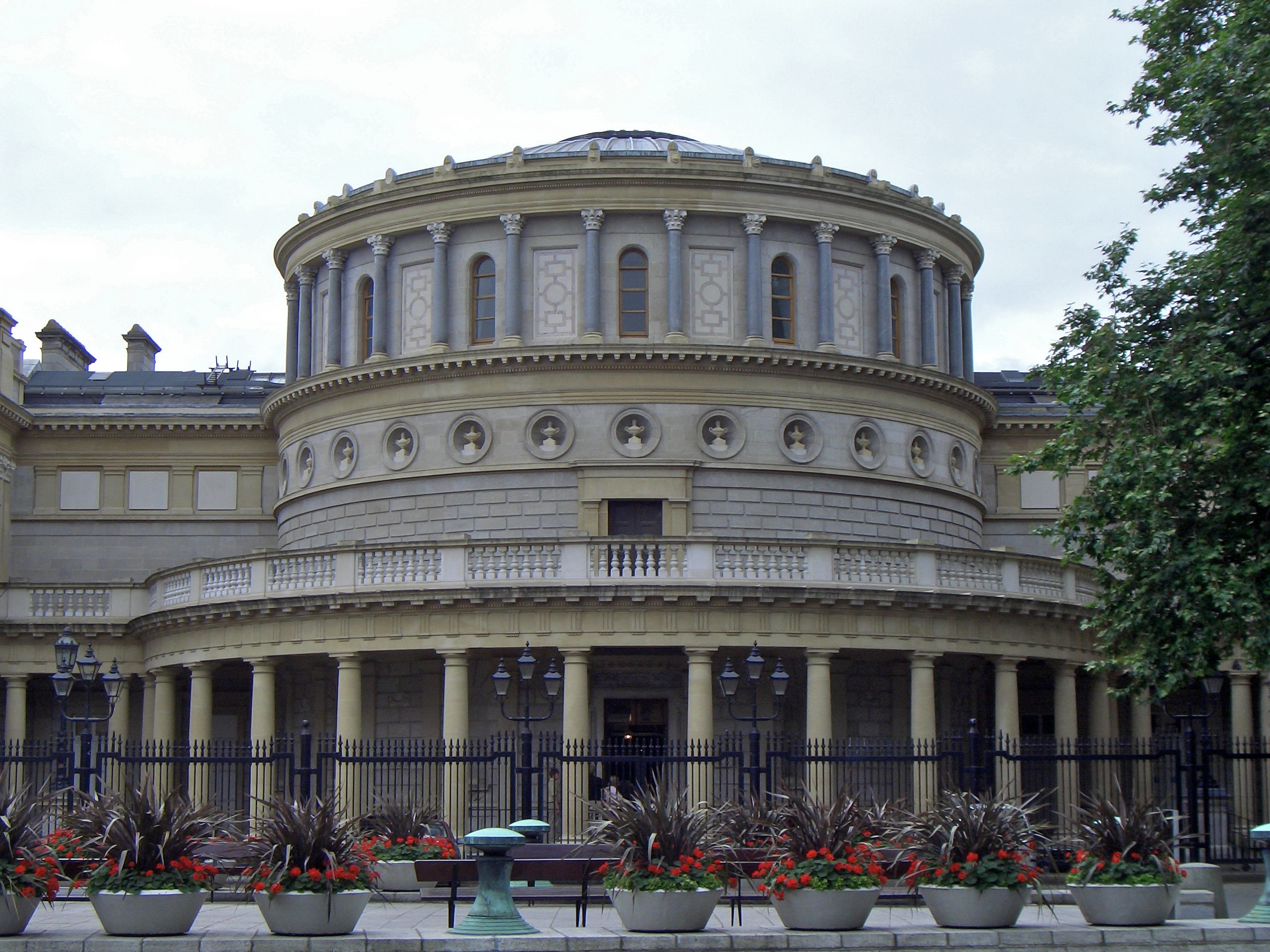
National Museum of Ireland - Archeology

Het Nationaal Museum van Ierland (Iers: Ard-Mhúsaem na hÉireann) is de belangrijkste museuminstelling van Ierland, met focus op nationale en sommige internationale archeologie, Ierse geschiedenis, Ierse kunst, cultuur en natuurlijke historie. Het heeft drie vestigingen in Dublin en een in Castlebar:
- National Museum of Ireland – Archaeology, Kildare Street, Dublin
- National Museum of Ireland – Decorative Arts and History, Arbour Hill, Dublin
- National Museum of Ireland – Natural History, Merrion Street, Dublin
- National Museum of Ireland – Country Life, te Castlebar

## National Museum of Ireland – Archaeology

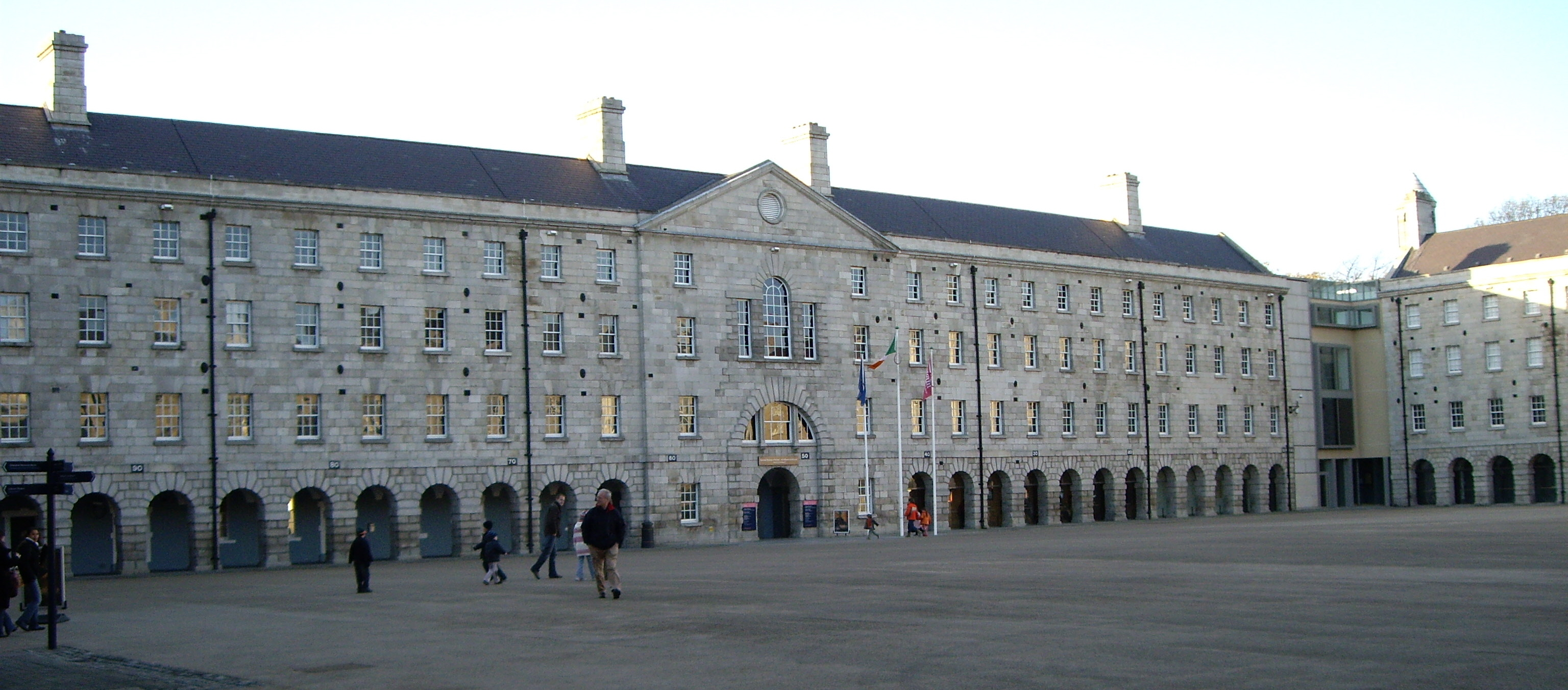
National Museum of Ireland - Decorative Arts and History

Het National Museum of Ireland - Archaeology in Kildare Street heeft tentoonstellingen over Ierland tijdens de prehistorie, waaronder vroeg goudwerk, kerkschatten en voorwerpen uit de tijd van de Vikingen en de middeleeuwen. De tentoonstelling Kingship and Sacrifice omvat onder meer goed geconserveerde veenlijken. Er zijn voorwerpen te zien uit Egypte, Cyprus en de Romeinse wereld. Regelmatig worden er speciale tentoonstellingen georganiseerd.

## National Museum of Ireland – Decorative Arts and History
Deze afdeling toont meubels, zilver, keramiek en glaswerk, naast voorbeelden van het volksleven en klederdracht, geld en wapens. Een Chinese porseleinen vaas uit ongeveer 1300 n.Chr., de Fonthill vaas, is een van de hoogtepunten. De tentoonstelling Soldiers & Chiefs belicht militaria en memorabilia  van Ierland van 1550 tot nu. Ook hier organiseert men regelmatig speciale tentoonstellingen.

## National Museum of Ireland – Natural History

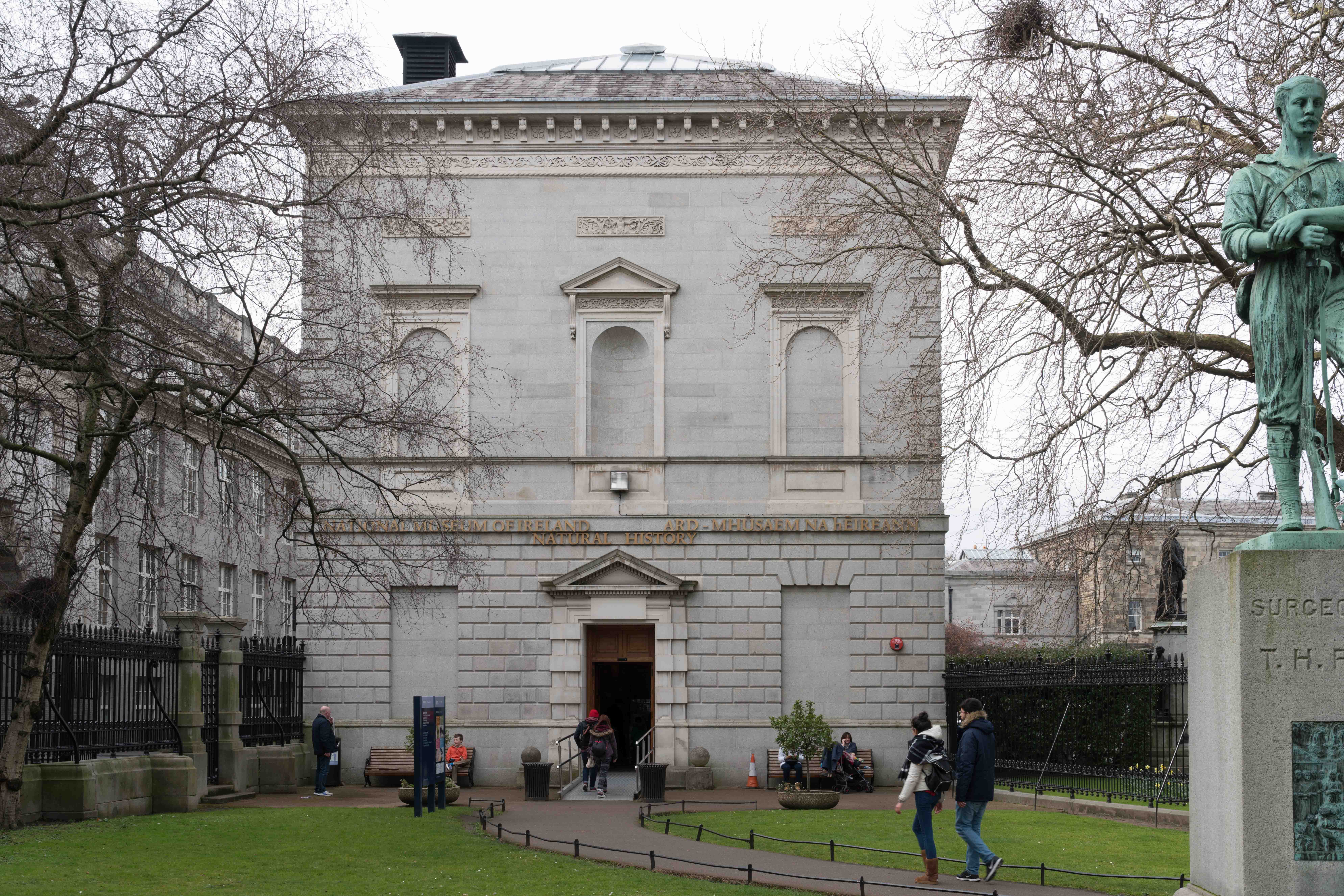
National Museum of Ireland - Natural History

Het Natural History Museum wordt vaak als een apart museum gezien maar maakt deel uit van het National Museum. Het museum ligt in Merrion Street en herbergt specimens van dieren uit de hele wereld. Lokaal wordt het vaak the Dead Zoo genoemd. De collectie en het Victoriaanse uiterlijk zijn sinds het begin van de 20e eeuw bijna onveranderd gebleven.

## National Museum of Ireland – Country Life

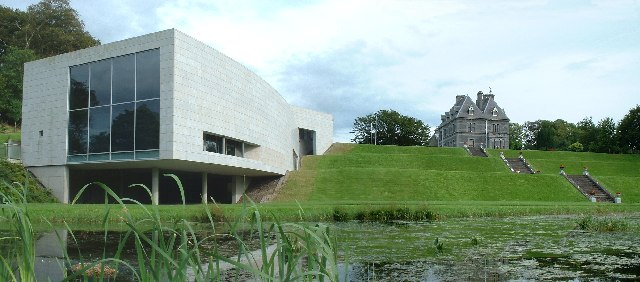
National Museum of Ireland - Country Life

Country Life, geopend in 2001, ligt net buiten Turlough aan de N5, acht kilometer ten oosten van Castlebar, in county Mayo.
Het museum richt zich op het gewone leven van halverwege de 19e tot halverwege de 20e eeuw, waarbij veel van het materiaal afkomstig is van het Ierse platteland in de jaren 1930. Er zijn displays over het huis, de natuurlijke omgeving, gemeenschappen en invloeden voor verandering op de oudere manier van leven.